# Jurij Anatolijovyč Bojko
Jurij Anatolijovyč Bojko (in ucraino Юрій Анатолійович Бойко?; Horlivka, 9 ottobre 1958) è un politico ucraino.
Vice primo ministro nel primo governo Azarov e due volte Ministro dell'energia si è candidato alla carica di Presidente dell'Ucraina alle elezioni del 2014 e del 2019, classificandosi in quest'ultima al quarto posto con l'11,67%. Tra il 2002 e il 2005 è stato inoltre presidente di Naftogaz.

## Biografia
Nato a Horlivka, nell'allora Repubblica Socialista Sovietica Ucraina, si è laureato una prima volta in ingegneria chimica presso l'Università di Tecnologia Chimica della Russia Dmitrij Mendeleev e poi nel 2001 in ingegneria ed economia presso l'Università Nazionale dell'Ucraina Orientale Volodymyr Dal'.
Dopo aver ricoperto importanti posizioni in società dell'industria chimica nel 1999 è passato alla dirigenza della raffineria di Lysyčans'k e poi nel 2001 a quella di Kremenčuk. In un articolo del quotidiano statunitense The Wall Street Journal sui rapporti tra i lobbisti statunitensi e gli imprenditori dell'ex Unione Sovietica Bojko è stato definito "l'architetto degli accordi sul gas tra Russia e Ucraina".
Nel febbraio 2002 viene nominato presidente del consiglio di amministrazione di Naftogaz, l'operatore nazionale per il petrolio e il gas dell'Ucraina.

### Carriera politica
Fu nominato Viceministro del carburante e dell'energia nel terzo governo Janukovyč mentre nel 2004 fu tra i membri del comitato di coordinamento per RosUkrEnergo, società svizzera di intermediazione tra Gazprom e Naftogaz. Nell'aprile 2005 fu eletto presidente del Partito Repubblicano d'Ucraina (Республіканська партія України - RPU) unendosi nell'alleanza Ne Tak! per le elezioni parlamentari del 2006, che tuttavia non portarono alcun seggio alla coalizione. Il 4 agosto 2006 fu nominato Ministro del carburante e dell'energia nel medesimo governo, rimanendo in carica fino al 18 dicembre 2007.
Eletto alla Verchovna Rada nelle elezioni parlamentari del 2007 nelle file del Partito delle Regioni tornò a ricoprire la carica di Ministro del carburante e dell'energia, poi trasformato in Ministero dell'energia e dell'industria del carbone, nel primo governo Azarov. Rimasto in carica come ministro fino al 12 dicembre 2012 è stato poi nominato Vice primo ministro con deleghe riguardanti ecologia ed energia.
Espulso dal Partito delle Regioni nel 2014 si è candidato come indipendente alle elezioni presidenziali guadagnando solo lo 0,19% dei voti. Alle successive elezioni parlamentari tuttavia riuscì a tornare nella Verchovna Rada nelle file del partito Blocco di Opposizione. Nel 2018 ha firmato un accordo col partito Per la Vita, dando origine al partito Piattaforma di Opposizione - Per la Vita, in vista delle elezioni presidenziali e di quelle parlamentari del 2019; successivamente è stato espulso dal Blocco di Opposizione. Poiché il neonato partito non era ancora stato registrato Bojko si candidò ufficialmente come indipendente raggiungendo il quarto posto con l'11,67% dei voti. Alle successive elezioni parlamentari il partito ha ottenuto il secondo maggior numero di seggi, pari a 43, col 13,05% dei voti.

## Controversie
Nel corso del 2005 il Servizio di sicurezza dell'Ucraina (SBU) guidato da Oleksandr Turčynov ne aveva disposto l'arresto nell'ambito di un'indagine su presunte frodi nelle attività di trasporto del gas dal Turkmenistan all'Ucraina svolte prima da Eural Trans Gas e poi da RosUkrEnergo. L'indagine dell'SBU fu tuttavia interrotta per ordine del Presidente Viktor Janukovyč dopo il licenziamento di Turčynov.